# Secretaria de Agricultura y Ganaderia, Servicio de Divulgación, Serie Botánica Aplicada
Secretaria de Agricultura y Ganadería, Servicio de Divulgación, Serie Botánica Aplicada (abreviado Secr. Agric. Ganad. Serv. Divulg. Ser. Bot. Aplicada) fue una revista con ilustraciones y descripciones botánicas que fue editada 